# Čertův důl (Krkonoše)
Čertův důl je údolí v Krkonoších, které svírají svahy Malého Šišáku, Stříbrného hřbetu a Čertova návrší. Protéká jím Čertova strouha, jeden z pravostranných přítoků Bílého Labe, jejíž tok je přehrazen několika desítkami kamenných stupňů. V letech 1901–1902 se údolí dostalo do programu hrazení bystřin, v jehož rámci byly podél toku Čertovy strouhy vybudovány podélné hráze a další stavby, které mají za účel bránit povodním způsobit značné škody. Celý tento systém byl vybudován bez využití železa a betonu. Dno údolí pak bývá často postiženo tzv. intraskeletovou erozí.
Jelikož je Čertův důl součástí I. i II. zóny KRNAPu, je do něj přístup možný pouze po naučné stezce Správy KRNAP od boudy u Bílého Labe.